# Золоте у російсько-українській війні
Золоте, місто Луганської області із населенням у 13 тисяч мешканців, потрапило у зону бойових дій під час російсько-української війни. У 2014—2021 роках воно зазнавало обстрілів. У 2022 році українські війська відступили з боями з міста.

## Перебіг подій
6 вересня 2014 року Золоте було обстріляне керованими ракетами Російською Федерацією терористами. 6 жовтня 2014 року з контрольованого терористами Кіровська було здійснено артобстріл Золотого установками РСЗВ БМ-21 «Град», від осколкових поранень померла місцева мешканка. Уночі з 14 на 15 жовтня 2014 обстріляно український блокпост біля Золотого, один військовослужбовець поранений. 16 листопада 2014 року близько 10-ї ранку в результаті обстрілу бойовиками Золотого загинув офіцер Національної гвардії, ще одного військовослужбовця поранено — старший офіцер групи бойової та спеціальної підготовки вінницької військової частини Нацгвардії майор Олександр Каплинський помер в міській лікарні Лисичанська. 21 листопада внаслідок мінометного обстрілу терористів загинув 60-річний чоловік. В ніч з 27 на 28 грудня бойовики обстріляли Золоте, осколкового поранення голови зазнала 89-річна пенсіонерка.
1 січня 2015 року терористи обстріляли Золоте установками РСЗВ БМ-21 «Град», вибухова хвиля пошкодила школу, також в приватних будинках поранило двох дітей. 21 січня під вечір бойовики обстріляли Золоте. Одна жінка загинула, ще одна важко поранена.
31 січня у Золотому запущені терористами реактивні снаряди з «Града» влучили в 2-поверховий житловий будинок, загинули двоє мирних мешканців, кілька осіб зазнали поранень.
25 травня терористи з гранатометів обстріляли село Родина — входить до складу міста Золоте, там станом на травень 2015 р. був єдиний офіційний пункт пропуску через лінію розмежування в Луганській області. Поранень зазнали четверо українських військовиків.
3 липня 2018 року офіцер пресцентру Об'єднаних сил Валерій Ворончук повідомив в коментарі «Громадському радіо» про те, що селище Золоте-4 (раніше — Партизанське) Попаснянського району Луганської області було повністю взято під контроль Збройних сил України.
21 вересня 2018 року українські війська взяли під контроль хутір Вільний, що на околицях селища Золоте-4. Перед тим хутір тривалий час перебував у «сірій зоні», з його території російські бойовики здійснювали обстріли українських позицій.